# Belarmino de Almeida Junior
Belarmino de Almeida Junior, más conocido como Nenê (Nené), es un futbolista brasileño retirado, que se destacó en el Santos Futebol Clube en la década de 1970. En 2008 dirigió el equipo Associação Atlética Portuguesa Santista.

## Carrera

### Brasil
Belarmino de Almeida Junior comenzó su carrera como jugador de fútbol en 1969 en el Santos FC en su juventud, pero en el camino hacia Europa, regresó como profesional. Nené, como delantero de los Santos a principios de los años 70, ganó el torneo hexagonal de Santiago de Chile, la Copa São Paulo y campeón paulista de 1973. 

### México
En 1974 viajó a México para defender la camiseta de los Leones Negros de la Universidad de Guadalajara, donde permaneció por casi 10 años, siendo campeón de Copa de Campeones de la Concacaf, la Copa de México y dos veces subcampeón de la Liga Mexicana. 

### El Regreso
Regresó a Brasil para poner fin a su carrera como jugador en la Associação Atlética Portuguesa Santista. Inició su carrera como técnico en el mismo equipo en 1984, luego en la base técnica de las categorías de Santos FC (80/90). Fue técnico en varios equipos, Sertãozinho (2006/2007), Comercial (2006), el Botafogo de Ribeirão Preto.

## Leones Negros de la U. de G.
Es uno de los jugadores históricos de este equipo.
Fue director técnico del mismo en el Apertura 2009, iniciando en la fecha 15 de la liga de ascenso contra el Atlante.
Al no tener un buen paso como Director Técnico de los Leones Negros dejó su puesto para la llegada de Hector Medrano.
Su cuerpo técnico fue: auxiliar Humberto Romero, preparador físico José Carlos Velador.

## Clubs
- Santos Futebol Clube
- Leones Negros de la Universidad de Guadalajara
- Associação Atlética Portuguesa Santista